# Jürgen Heigl (Rallyebeifahrer)
Jürgen Heigl (* 19. März 1985 in Steyr) ist ein österreichischer Rallye-Beifahrer und -Copilot in der Rallye Welt- und Europameisterschaft.

## Karriere
2008 begann Heigl als Rallye-Beifahrer zuerst in der österreichischen Hobby-Rallyeszene. Ab 2011 bestritt er internationale Läufe zuerst mit Michael Kogler in der Intercontinental Rally Challenge. 2013 kam das erste Jahr mit einer internationalen Meisterschaft in Vollzeit mit Andreas Aigner in der Rallye-Europameisterschaft, die mit dem EM-Titel in der Production-Klasse beendet wurde. Danach kamen Einsätze mit Fahrern wie Achim Mörtl, Raffael Sulzinger, Yannick Neuville, Walter Mayer und Julian Wagner in der österreichischen Rallye-Staatsmeisterschaft, der deutschen Rallye-Meisterschaft und auch diversen WM- und EM-Läufen. Seit 2017 nimmt Jürgen Heigl mit dem Deutschen Julius Tannert an der Rallye-Juniorenweltmeisterschaft teil, wo sie bisher neben einigen weiteren Stockerlplätzen Siege bei der Rallye Deutschland und der Rallye Korsika erzielten. 2019 folgte der erste Einsatz mit einem englischsprachigen Fahrer (Hiroki Arai aus Japan) in der Rallye-Europameisterschaft.

## Persönliches
Jürgen Heigl stammt ursprünglich aus Arbing in Oberösterreich und lebt seit 2011 in Sankt Georgen im Attergau unweit des Attersees.